# كفر عطا الله سلامة
قرية كفرعطا الله سلامة هي إحدى القرى التابعة لمركز الزقازيق في محافظة الشرقية في جمهورية مصر العربية. حسب إحصاءات سنة 2006، بلغ إجمالي السكان في كفرعطا الله سلامة 2728 نسمة، منهم 1378 رجل و1350 امرأة.